# Black-Litterman-Verfahren
Das Black-Litterman-Verfahren ist ein mathematisches Modell zur Berechnung der Anlageallokation.
Das Verfahren wurde in den Jahren 1990 bis 1992 von Fischer Black und Robert Litterman entwickelt. Dabei wird zunächst mit Hilfe des Capital Asset Pricing Model ein stabiler Renditevektor erzeugt, um anschließend unter Einbringung von individuellen Prognosen einen revidierten Renditevektor zu berechnen. Unter Zunahme des Modells der Portfolio Selection von Harry Markowitz können abschließend die endgültigen Portfoliogewichte der einzelnen Assetklassen bestimmt werden. Das Modell gleicht durch seinen Ansatz dabei die Probleme, wie beispielsweise Schätzfehlerproblematiken, Corner Solutions und Ähnliches, der klassischen Portfolio Selection nach Markowitz aus.

### Theorie
- Fischer Black, Robert Litterman: Asset Allocation: Combining Investors Views with Market Equilibrium. Goldman Sachs, 1990 (englisch). Asset Allocation: Combining Investors Views with Market Equilibrium. In: The Journal of Fixed Income. Band 1, Nr. 2, 1991, S. 7–18, doi:10.3905/jfi.1991.408013.
- Fischer Black, Robert Litterman: Global Portfolio Optimization. In: Financial Analysts Journal. Band 48, Nr. 5, 1992, S. 28–43, doi:10.2469/faj.v48.n5.28.
- Stephen Satchell, Alan Scowcroft: A demystification of the Black–Litterman model: Managing quantitative and traditional portfolio construction. In: Journal of Asset Management. Band 1, Nr. 2, 2000, S. 138–150, doi:10.1057/palgrave.jam.2240011.
- Katrin Schöttle, Ralf Werner, Rudi Zagst: Comparison and robustification of Bayes and Black-Litterman models. In: Mathematical Methods of Operations Research. Band 71, 2010, S. 453–475, doi:10.1007/s00186-010-0302-9.

### Implementierung
- Wolfgang Drobetz: How to avoid the pitfalls in portfolio optimization? Putting the Black-Litterman approach at work. In: Financial Markets and Portfolio Management. Band 15, Nr. 1, 2001, S. 59–75, doi:10.1007/s11408-001-0105-3.
- Ulrich Linnebank: Die Implementierung eines Black-Litterman-Verfahrens für einen Multi-Asset-Strategy-Fonds. Hannover 2008.
- Thomas Idzorek: A step-by-step guide to the Black-Litterman-Model: incorporating user-specified confidence levels. Ibbotsen Associates, 2005 (englisch).